# Гилязов, Ринат Риязович
Рина́т Рия́зович Гиля́зов (тат. Ринат Гыйләҗев; 20 декабря 1944, Зеленодольск — 22 ноября 2014, Казань) — советский партийный и государственный деятель; председатель исполкома Набережночелнинского Совета народных депутатов (1974—1984), министр бытового обслуживания населения Татарской АССР.

## Биография
Родился в семье рабочих. По окончании техникума работал мастером цеха на машиностроительном заводе им. Горького. С 1965 г. — секретарь комитета комсомола завода, затем заведующий организационным отделом, первый секретарь Зеленодольского городского комитета ВЛКСМ. С 1969 г. — второй секретарь обкома комсомола; курировал рабочую молодёжь в республике, был ответственным по Набережным Челнам по комсомольской линии.
В 1972 г. заочно окончил политехнический институт, инженер. С этого же года — инструктор организационного отдела обкома КПСС.
В 1974—1984 гг. — председатель исполкома Набережночелнинского / Брежневского городского Совета народных депутатов. Руководил городским хозяйством в период строительства и запуска производства Камского автомобильного завода.
В 1984—1985 гг. — министр бытового обслуживания населения Татарской АССР.

## Память
- Сквер имени Рината Гилязова — сквер внутри 38 и 39 комплексов «Нового города» Набережных Челнов, назван в 2016 году.